# Уэйрас (Пиауи)
Уэйрас (порт. Oeiras) — муниципалитет в Бразилии, входит в штат Пиауи. Составная часть мезорегиона Юго-восток штата Пиауи. Входит в экономико-статистический микрорегион Пикус. Население составляет 35 640 человек на 2010 год. Занимает площадь 2702,493 км². Плотность населения — 13,19 чел./км².

## Демография
Согласно сведениям, собранным в ходе переписи 2010 г. Национальным институтом географии и статистики (IBGE), население муниципалитета составляет:
| Полное население                               | Полное население                               | Полное население                               | Полное население                               | 35 640 |
| ---------------------------------------------- | ---------------------------------------------- | ---------------------------------------------- | ---------------------------------------------- | ------ |
| в том числе:                                   | Городское население                            | 21 997                                         | Процент городского населения, %                | 61,72  |
|                                                | Сельское население                             | 13 643                                         | Процент сельского населения, %                 | 38,28  |
|                                                | Мужское население                              | 17 041                                         | Процент мужского населения, %                  | 47,81  |
|                                                | Женское население                              | 18 599                                         | Процент женского населения, %                  | 52,19  |
| Плотность населения, чел/км²                   | Плотность населения, чел/км²                   | Плотность населения, чел/км²                   | Плотность населения, чел/км²                   | 13,19  |
| Население муниципалитета в % к населению штата | Население муниципалитета в % к населению штата | Население муниципалитета в % к населению штата | Население муниципалитета в % к населению штата | 1,14   |

По данным оценки 2016 года, население муниципалитета составляет 36 329 жителей.

## Статистика
- Валовой внутренний продукт на 2003 год составляет 53 868 688,00 реалов (данные: Бразильский институт географии и статистики).
- Валовой внутренний продукт на душу населения на 2003 год составляет 1551,25 реалов (данные: Бразильский институт географии и статистики).
- Индекс развития человеческого потенциала на 2000 год составляет 0,625 (данные: Программа развития ООН).